# Kreisbahn Norderdithmarschen
| Ehemaliger Bahnhof in Tellingstedt (2014) |                                                                                      |                                    |                                    |
| Kursbuchstrecke: | 101c (Heide – Hennstedt – Pahlhude 1934) 101d (Heide – Tellingstedt – Pahlhude 1934) |                                    |                                    |
| Streckenlänge: | 54 km                                                                                |                                    |                                    |
| Spurweite: | 1000 mm (Meterspur)                                                                  |                                    |                                    |
| Streckengeschwindigkeit: | 30 km/h                                                                              |                                    |                                    |
| |                                                                                      |                                    |                                    |
| \| \| \| Marschbahn von Itzehoe \| \| \| \| 54,0 0,0 \| Heide Kleinbahnhof / Heide (Holst) \| Heide Kleinbahnhof / Heide (Holst) \| \| \| \| Marschbahn nach Husum \| \| \| \| \| \| \| \| \| 3,1 \| Ostrohe \| Ostrohe \| \| \| 4,8 \| Aukrug \| Aukrug \| \| \| 6,3 \| Süderheistedt \| Süderheistedt \| \| \| 7,9 \| Barkenholm \| Barkenholm \| \| \| 9,4 \| Linden \| Linden \| \| \| 13,2 \| Hennstedt \| Hennstedt \| \| \| 17,2 \| Hollingstedt \| Hollingstedt \| \| \| 18,8 \| Delve \| Delve \| \| \| 19,3 \| Schwienhusen \| Schwienhusen \| \| \| 21,1 \| Wallen \| Wallen \| \| \| 50,2 \| Süderholm \| Süderholm \| \| \| 46,7 \| Bennewohld \| Bennewohld \| \| \| 45,3 \| Gaushorn \| Gaushorn \| \| \| 43,5 \| Welmbüttel \| Welmbüttel \| \| \| 40,8 \| Tellingstedt \| Tellingstedt \| \| \| 37,7 \| Wellerhoop \| Wellerhoop \| \| \| 35,9 \| Schelrade \| Schelrade \| \| \| 33,8 \| Wrohm \| Wrohm \| \| \| 30,5 \| Dellstedt \| Dellstedt \| \| \| 25,0 \| Dörpling \| Dörpling \| \| \| 23,5 \| Pahlhude \| Pahlhude \| \| \| \| \| \| |                                                                                      |                                    |                                    |
| Strecke |                                                                                      | Marschbahn von Itzehoe             | Marschbahn von Itzehoe             |
| Kopfbahnhof Streckenanfang (Strecke außer Betrieb) · Bahnhof | 54,0 0,0                                                                             | Heide Kleinbahnhof / Heide (Holst) | Heide Kleinbahnhof / Heide (Holst) |
| Strecke (außer Betrieb) · Strecke nach links |                                                                                      | Marschbahn nach Husum              | Marschbahn nach Husum              |
| Abzweig geradeaus und nach links (Strecke außer Betrieb) · Strecke von rechts (außer Betrieb) |                                                                                      |                                    |                                    |
| Strecke (außer Betrieb) · Bahnhof (Strecke außer Betrieb) | 3,1                                                                                  | Ostrohe                            | Ostrohe                            |
| Strecke (außer Betrieb) · Haltepunkt / Haltestelle (Strecke außer Betrieb) | 4,8                                                                                  | Aukrug                             | Aukrug                             |
| Strecke (außer Betrieb) · Bahnhof (Strecke außer Betrieb) | 6,3                                                                                  | Süderheistedt                      | Süderheistedt                      |
| Strecke (außer Betrieb) · Bahnhof (Strecke außer Betrieb) | 7,9                                                                                  | Barkenholm                         | Barkenholm                         |
| Strecke (außer Betrieb) · Bahnhof (Strecke außer Betrieb) | 9,4                                                                                  | Linden                             | Linden                             |
| Strecke (außer Betrieb) · Bahnhof (Strecke außer Betrieb) | 13,2                                                                                 | Hennstedt                          | Hennstedt                          |
| Strecke (außer Betrieb) · Bahnhof (Strecke außer Betrieb) | 17,2                                                                                 | Hollingstedt                       | Hollingstedt                       |
| Strecke (außer Betrieb) · Bahnhof (Strecke außer Betrieb) | 18,8                                                                                 | Delve                              | Delve                              |
| Strecke (außer Betrieb) · Haltepunkt / Haltestelle (Strecke außer Betrieb) | 19,3                                                                                 | Schwienhusen                       | Schwienhusen                       |
| Strecke (außer Betrieb) · Bahnhof (Strecke außer Betrieb) | 21,1                                                                                 | Wallen                             | Wallen                             |
| Haltepunkt / Haltestelle (Strecke außer Betrieb) · Strecke (außer Betrieb) | 50,2                                                                                 | Süderholm                          | Süderholm                          |
| Haltepunkt / Haltestelle (Strecke außer Betrieb) · Strecke (außer Betrieb) | 46,7                                                                                 | Bennewohld                         | Bennewohld                         |
| Bahnhof (Strecke außer Betrieb) · Strecke (außer Betrieb) | 45,3                                                                                 | Gaushorn                           | Gaushorn                           |
| Bahnhof (Strecke außer Betrieb) · Strecke (außer Betrieb) | 43,5                                                                                 | Welmbüttel                         | Welmbüttel                         |
| Bahnhof (Strecke außer Betrieb) · Strecke (außer Betrieb) | 40,8                                                                                 | Tellingstedt                       | Tellingstedt                       |
| Bahnhof (Strecke außer Betrieb) · Strecke (außer Betrieb) | 37,7                                                                                 | Wellerhoop                         | Wellerhoop                         |
| Bahnhof (Strecke außer Betrieb) · Strecke (außer Betrieb) | 35,9                                                                                 | Schelrade                          | Schelrade                          |
| Bahnhof (Strecke außer Betrieb) · Strecke (außer Betrieb) | 33,8                                                                                 | Wrohm                              | Wrohm                              |
| Bahnhof (Strecke außer Betrieb) · Strecke (außer Betrieb) | 30,5                                                                                 | Dellstedt                          | Dellstedt                          |
| Haltepunkt / Haltestelle (Strecke außer Betrieb) · Strecke (außer Betrieb) | 25,0                                                                                 | Dörpling                           | Dörpling                           |
| Bahnhof (Strecke außer Betrieb) · Strecke (außer Betrieb) | 23,5                                                                                 | Pahlhude                           | Pahlhude                           |
| Strecke nach links (außer Betrieb) · Strecke nach rechts (außer Betrieb) |                                                                                      |                                    |                                    |

Die Kreisbahn Norderdithmarschen war eine Schmalspurbahn in Meterspur, die das östlich der Kreisstadt Heide gelegene Gebiet des Kreises Norderdithmarschen ringförmig erschloss.

## Geschichte
Um 1900 war der Kreis Norderdithmarschen verkehrsmäßig im Bahnhof Heide an das Eisenbahnnetz und im Hafen Pahlhude an den Schiffsverkehr auf der Eider angeschlossen. Während die Marsch mit den in Heide kreuzenden Eisenbahnstrecken schon befriedigende Anschlüsse zu Märkten und Lieferanten besaß, waren die Gemeinden auf der östlich gelegenen Geest lediglich durch Straßen erschlossen, auf denen die Pferdefuhrwerke nur unzureichende Transportmöglichkeiten boten.
Im Kreistag von Norderdithmarschen beschlossen die Vertreter der Gemeinden am 11. Juli 1901 einstimmig, eine Kleinbahn zur Erschließung der östlich gelegenen Geestgebiete des Kreises zu bauen. Das zu erwartende Betriebsdefizit sollte der Kreis zur Hälfte übernehmen, die Stadt Heide sollte 10 %, Tellingstedt 20 %, Hennstedt 10 % und weitere Gemeinden zusammen 10 % beisteuern. Die Entscheidung fiel auf schmalspurige, von Dampflokomotiven gezogene Fahrzeuge, weil nur solche Anlagen vom preußischen Staat bezuschusst wurden. Immerhin deckte der Zuschuss von 1.212.000 Mark 40 % der Baukosten. Dass die Schmalspur am Ende den Ausschlag zur Einstellung der Bahn geben würde, konnten die Gründerväter nicht überblicken.
Während das gebildete Bahnbaukomitee im Süden des Kreises über Tellingstedt am Geestrand entlang parallel zur Kreisgrenze zu Süderdithmarschen schnell eine Trasse festlegen konnte, wollte im Norden auf dem Weg in Richtung Delve und Pahlhude jede Ortschaft ihren Bahnanschluss bekommen. Dies wurde durch eine Trasse mit vielen Kurven gelöst, zumal das verfügbare Geld weitere Zweigtrassen nicht ermöglichte. Insbesondere waren im Osten des Kreises große Moorgebiete zu umgehen, andererseits aber auch zu erschließen. So entstand eine typische Erschließungsbahn. Genau genommen entstanden zwei Bahnstrecken, die vom Kreisbahnhof in Heide ausgehend nach Pahlhude an der Eider führten, wo es einen Hafen gab. Der „Nordring“ über Hennstedt und Delve war 23,5 km lang: die Züge hatten eine Fahrzeit von rund 1,5 Stunden. Der „Südring“ über Tellingstedt mit einer Ausbuchtung nach Wrohm und Dellstedt war 30,5 km lang; die Fahrzeit war etwas länger als auf dem „Nordring“. Die Höchstgeschwindigkeit betrug 30 km/h. Durchgehende Züge über Pahlhude hinaus gab es nicht.

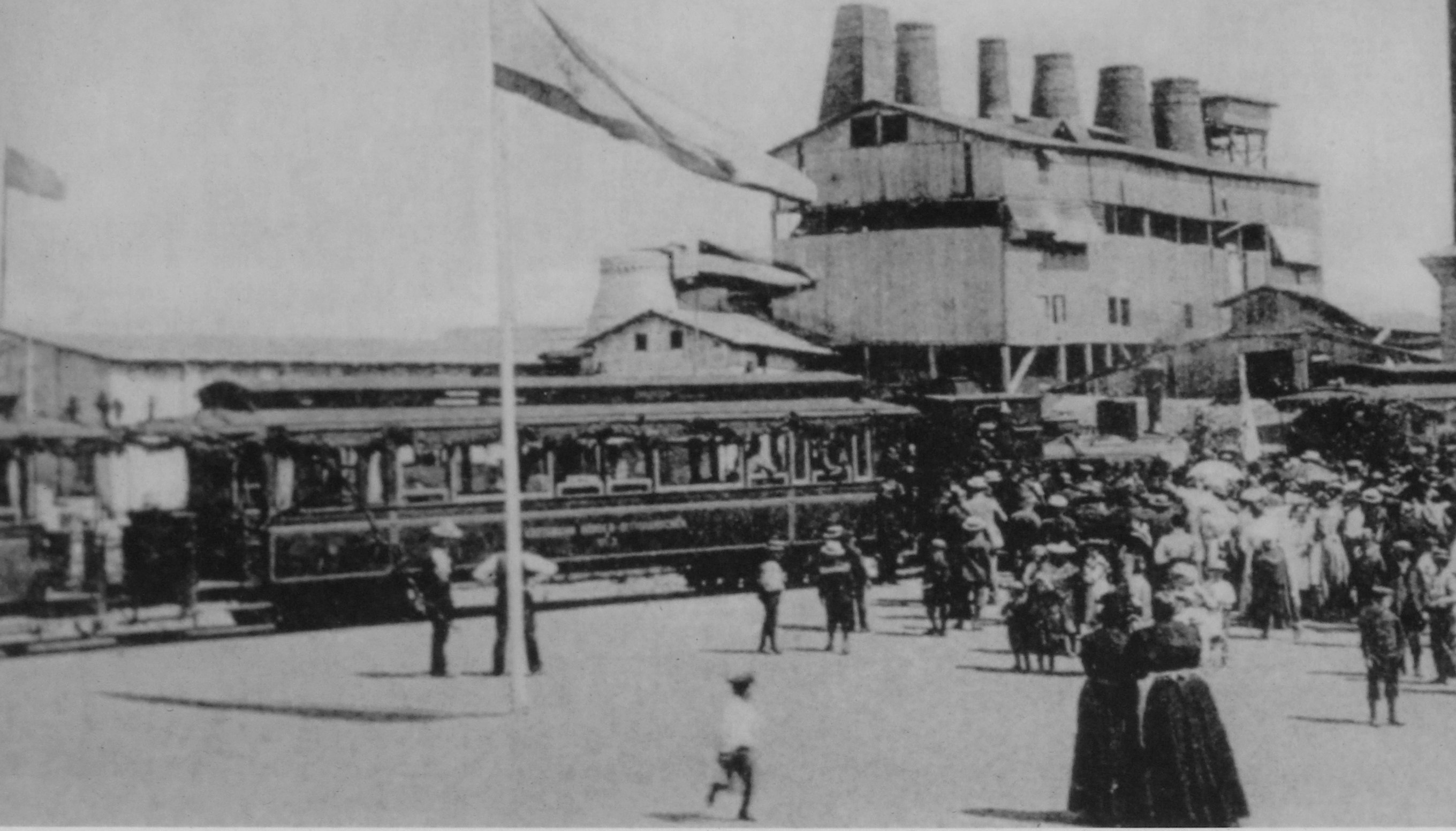
Eröffnungszug der Kleinbahn

Die Eröffnung fand auf dem Nordring in zwei Etappen am 17. Mai und 5. Oktober 1905 statt, anschließend auf dem Südring in vier Abschnitten zwischen dem 14. Oktober und 23. Dezember 1905.
Der Betrieb begann erwartungsgemäß mit Verkehrssteigerungen. Schon nach acht Jahren wurden die Höchstwerte von 288.379 Personen, 57.426 Gütertonnen und 21.546 Stück Vieh verzeichnet. Auf der Geest hatte eine rege Bautätigkeit eingesetzt und die Grundstückspreise stiegen. Das Frühjahr brachte in den Betriebsjahren die wichtigsten Erträge. 1912 begann die Stadt Heide ihre Straßen mit Kopfsteinpflaster zu befestigen. Die Kleinbahn übernahm die Steine vom Eiderschiff in Pahlhude und brachte sie in die Stadt. 1913/14 durfte die Kreisbahn zum Kasernenbau in Heide das Baumaterial heranbringen. Diese Jahre brachten bescheidene Gewinne. Der Erste Weltkrieg brachte nach anfänglicher Euphorie durch Einberufungen von Fahrpersonalen Personalengpässe und bewirkte bald eine Materialverknappung, die Reparaturen an Fahrzeugen und Strecken erschwerte. Bei Kriegsende kamen aufgrund der politischen Umwälzungen keine neuen Impulse, um die Spuren der Kriegsverluste zu beseitigen. Die in Rücklagen eingestellten mageren Gewinne gingen in der anschließenden Inflation verloren. Die aus dem Krieg zurückgekehrten Mitarbeiter wurden wieder eingestellt. 1921 war mit 92 Mitarbeitern der höchste Personalstand erreicht. Das führte zu einer personellen Überbelegung, so dass die Kleinbahn 1923 durch Entlassungen die Belegschaft auf 60 Personen reduzieren musste. 1922 musste wegen der Materialknappheit der Verkehr reduziert werden. In der Folge wurden weitere 23 Mitarbeiter entlassen.

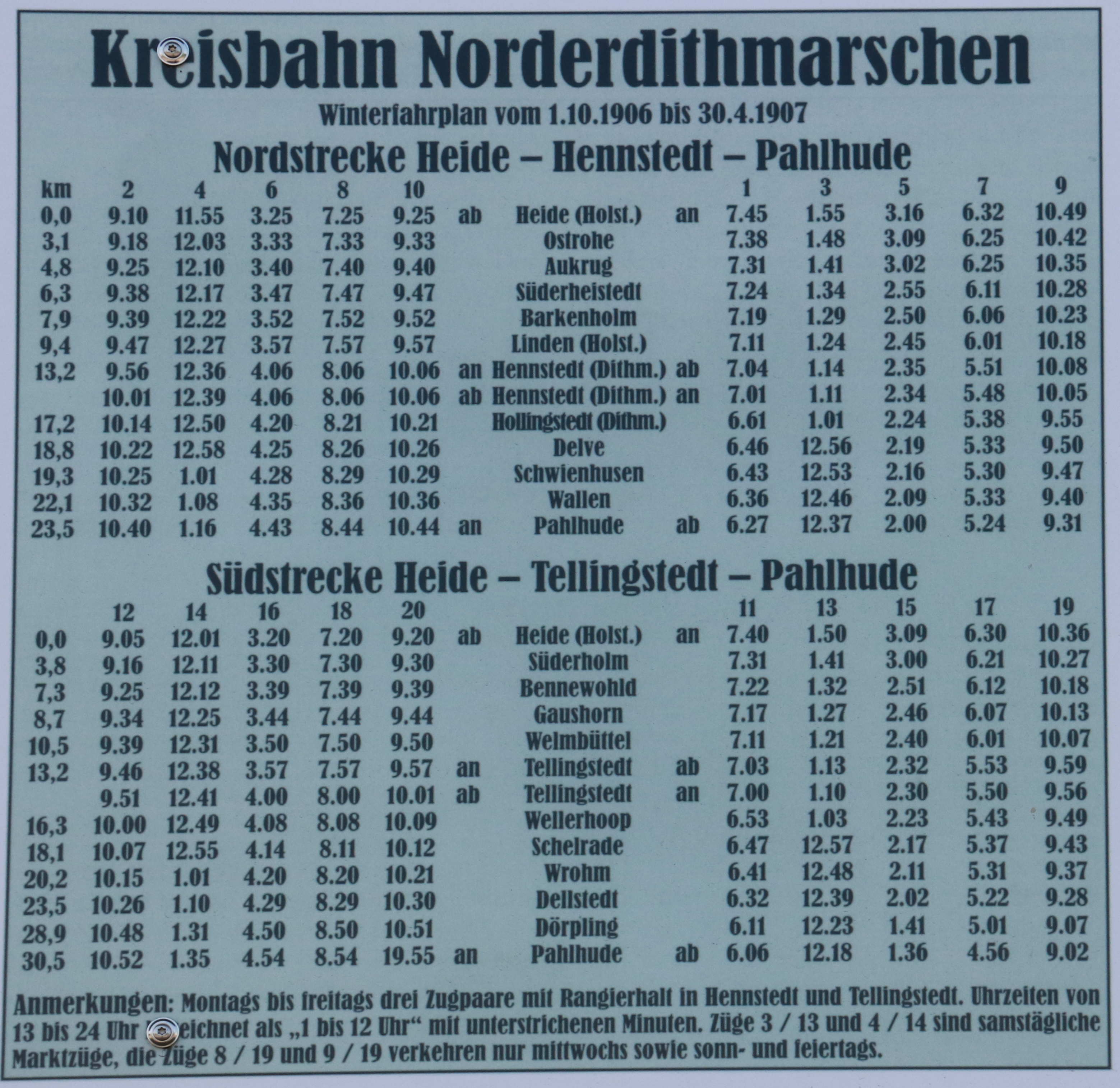
Fahrplan der Kreisbahn

In der Regel fuhren drei Personenzugpaare auf jedem Abschnitt. Über die Bahnstrecke wurden Dünger und Kalk zur Kultivierung der Moore, insbesondere des Dellstedter Birkwildmoors, in die Region gebracht. Das in Dellstedt hergestellte Torfstreu wurde mit Hilfe der Bahn abtransportiert. Der übrige Güterverkehr – hauptsächlich landwirtschaftliche Erzeugnisse, insbesondere Schweine – auf dieser Strecke war bescheiden. Trotzdem besaß die Bahn im Jahre 1928 insgesamt acht Dampflokomotiven, zwölf Personenwagen, vier Packwagen und 87 Güterwagen. Zu den Personenwagen gehörte ein Salonwagen.
Der Krieg hatte zu der Erkenntnis geführt, dass Eisenbahnen und Pferdefuhrwerke für die anstehenden Transportaufgaben zu schwerfällig waren. Deswegen waren Kraftwagen in Mengen produziert worden, so dass nach dem Krieg Produktionskapazitäten und Fahrzeuge neue Aufgaben suchten, die der Kleinbahn zur Konkurrenz wurden. 1927 war offensichtlich, dass nur noch Rationalisierungsmaßnahmen den Betrieb retten könnten. Für Investitionen etwa in Triebwagen der Waggonfabrik Wismar wie bei anderen Kleinbahnen oder – so die diskutierten Alternativen – gar Einführung eines Rollbockverkehrs oder eine Umspurung fehlten die Mittel. 1930 zeigte die Buchführung des Kreises eine gesammelte Schuldenlast von 288.271 Reichsmark.

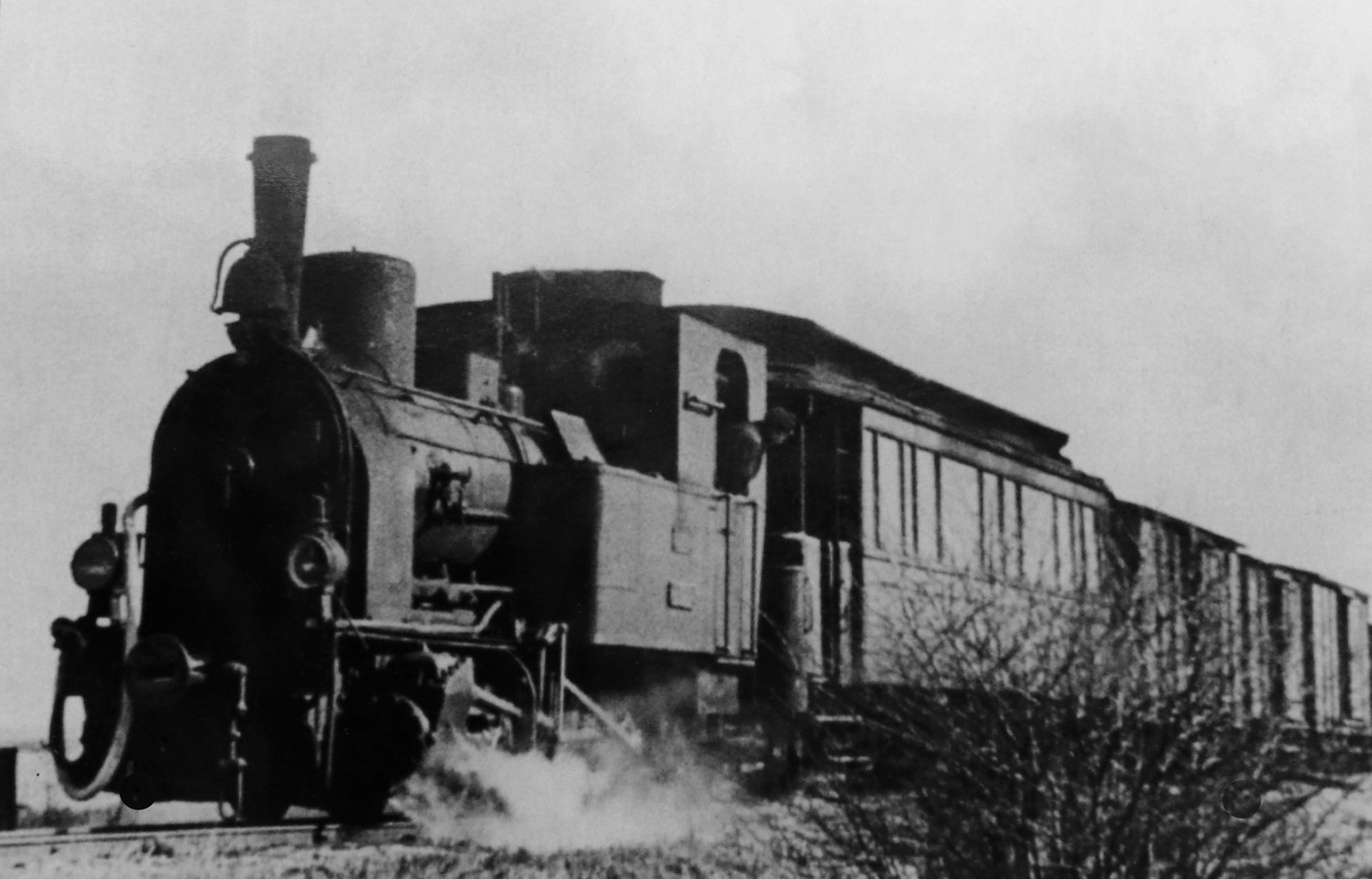
Kleinbahnzug

Nach wenig mehr als drei Jahrzehnten kam das Ende. Auf dem Nordring wurde der Personenverkehr am 29. Februar 1936 eingestellt, die übrigen Betriebsteile folgten bis zum 2. Oktober 1937. Den Personenverkehr übernahmen Omnibusse. Die Gleise wurden abgebaut. Noch heute sind in einigen Orten Bahnhofsgebäude und Straßennamen zu sehen, die an die Kleinbahn erinnern. Einige Trassenabschnitte in und zwischen den Orten sind noch zu finden.

## Anlagen der Kleinbahn
Für eine Kleinbahn besaß die Kreisbahn viele, recht große, teilweise repräsentative Gebäude, die ein Prestigedenken der Gründer ausdrücken. Während etwa die betrieblich vergleichbare Rendsburger Kreisbahn bei 45 Kilometern Streckenlänge nur zwei feste bahneigene Gebäude besaß, unterhielt die Kleinbahn an 22 Stationen neun eigene Bahnhofsgebäude. Zur Standardausstattung der nach zwei Grundtypen in Klinkerbauweise und im gekalkten Äußeren erbauten, der von Bahnagenten vor Ankunft bis nach Abfahrt der Züge besetzten Stationen gehörten in den festen Gebäuden eine Gaststätte. Deren Gastraum diente als Wartesaal III. Klasse. Dazu kam ein getrennter Warteraum II. Klasse mit mehreren Tischen in Nischen. Mehrere Gastwirte in den angefahrenen Gemeinden hatten ihre Gastwirtschaften zur Verfügung gestellt und die Rolle des Bahnagenten übernommen. Ihre Aufgaben beinhalteten den Verkauf von Fahrkarten, die Abfertigung von Stückgut, dazu das Ausstellen der Frachtpapiere und Hilfe beim Be- und Entladen. Meist hatten die Agenten Frachtempfänger zu benachrichtigen und mit der Bahn angelieferte Post zuzustellen. Die Verladung von ländlichen Gütern und von Vieh übernahmen die Bauern. Die Bahn stellte nur Verladegleise und Rampen, teilweise wurde das Verladegeschäft am Streckengleis erledigt. Die Bahnhofsanlagen waren mit einfachen Lademaßen und als Gleissperren über die Schienen legbaren Balken ausgestattet. Nur wenige Bahnhöfe besaßen mehr als das Durchgangsgleis.
Kleinbahnhof Heide
In Heide lag 300 Meter vom Bahnhof der Bahnen nach Tönning, Husum, Neumünster und Meldorf auf der anderen Straßenseite der Hamburger Straße entlang den Gleisen der Staatsbahn der mit mehr als sechs Gleisen ausgestattete Kleinbahnhof mit repräsentativem Empfangs- und Verwaltungsgebäude. Dieser stattliche Bau verfügte über große Rundfenster, Arkaden, einen Halbturm und neuwilhelminisches Klinkermauerwerk. Die darin untergebrachte Bahnhofswirtschaft war lange Zeit zentraler Treffpunkt für Bahnmitarbeiter sowohl der Staatsbahn als auch der Kleinbahn.
Die Bahnanlage umfasste einen Mittelbahnsteig mit zwei Bahnsteigkanten, eine Umladebühne für das Umladegeschäft auf Normalspurfahrzeuge, eine kleine hölzerne Viehrampe, die 1913 mit einer größeren in Beton ausgeführten Rampe mit Umlademöglichkeit ergänzt wurde, einen Bockkran zur Umladung auf Normalspurgleise, einen zunächst dreiständigen, 1909 erweiterten großen Lokschuppen mit Werkstätten, Unterbringungsmöglichkeiten für sechs Dampflokomotiven und eine Wagenremise, in der der kleinbahneigene Salonwagen stationiert war. Vor dieser Remise lag eine Drehscheibe, auf der alle Lokomotiven gedreht werden mussten, weil der Bahnhof als Kopfbahnhof ausgelegt war. Allerdings war die Zufahrt zur am Rande der Bahnanlage gelegenen Drehscheibe im Betrieb zu schwerfällig zu benutzen, so dass sie 1927 einen neuen Platz vor dem Lokschuppen erhielt. Zur Wasserversorgung waren mehrere Zapfstellen für Stadtwasser im Lokschuppen eingerichtet. Unter dem Schuppen befand sich ein Ölkeller, daneben ein 100-kg-Handkran, mit dem die Schmiermittel aus dem Ölkeller befördert wurden. Der Kohlenbansen lag vor dem Lokschuppen. Die Kohle wurden von Hand mit Kohlekörben über seitlich neben den Loks aufgebaute Pritschen geladen. Hinter dem Lokschuppen verzweigten sich auf noch unbebautem Feld die beiden Streckenäste der Kleinbahn.

### Nordast Heide–Pahlhude
Am Nordast verlief die Strecke am Rande eines Moores zunächst nach
Ostrohe
Für den Ort, in dem 1925 260 Einwohner lebten, hatte die Gesellschaft einen in Fachwerk gebauten Güterschuppen, der zwar nur ein Provisorium sein sollte, jedoch bis zum Ende des Kleinbetriebes unverändert bestehen blieb, und ein kleines abseits stehendes Agenturgebäude errichtet.
Das Gleis verlief nach Ostrohe am Straßenrand; die Züge überquerten die Broklandsau und hielten im Haltepunkt an der Gaststätte
Aukrug
Hier gab es keine weiteren Bahnanlagen.
Nach einem weiteren Stück neben der Straße zweigte die Strecke ab und erreichte nach einem Kilometer
Süderheistedt
Der zugehörige Ort hatte 1925 216 Einwohner; hier standen ein mittelgroßes Agenturgebäude, ein Güterschuppen und ein Abort – alle in Klinkerbauweise.
Die Strecke schwenkte danach nach Südosten. Nach einer Fahrt zwischen Wiesen und Knicks kreuzte sie die Chaussee nach Pahlen und erreichte
Barkenholm
Der Ort, der 1925 216 Einwohner zählte, erhielt Hochbauten mit landschaftstypischem grau/gelben Klinkerbau und ein Ausweichgleis mit Anschluss der Ziegelei Kruse. Ebenso wie in Pahlen, Linden und Schalkholz konnte hier von den Bauern in Handarbeit mit dem guten Lehm der Dithmarscher Landschaft ein guter Nebenverdienst erwirtschaftet werden. 1905 entstand eine Dampfziegelei, die ihre Produkte mit der Kleinbahn verschickte. Die Lehmvorräte waren 1915 erschöpft und die Bahnhofsanlagen wurden 1921 ersatzlos abgebrochen. Insgesamt produzierten die Ziegeleien auf der Norderdithmarscher Geest pro Jahr etwa zwei Millionen Ziegel.
Die Strecke verließ auf der Zufahrt zur Ziegelei den kleinen Bahnhof, wandte sich nordwärts und erreichte
Linden
Der Ort zählte 1925 692 Einwohner. Hier entstand eine Ladestraße, ein kleiner Güterschuppen, eine kleine gemauerte Viehladerampe und ein stattliches, von Bäumen umstandenes, villenähnliches Bahnhofsgebäude.
Wieder wurde Weidegelände durchquert, das sich hier Brandmoor nennt. Die Strecke erreichte mit
Hennstedt
einen 1925 mit 1574 Einwohnern bereits größeren Ort. Das Aufkommen im Personenverkehr, Güterverkehr und bei der Schweineverladung machten den Ort zur größten Station an der Nordstrecke. Dazu waren drei Abstellgleise, ein Güterschuppen und mehrere Lagerschuppen vorhanden, die von einem stattlichen Klinkerbau als Bahnhofsgebäude überragt wurden. 1913 war ein Wasserturm und ein Stall ergänzt worden. Nachdem anfangs nur eine Kopframpe für die Viehverladung zur Verfügung stand, wurden ab 1927 größere Viehverladerampen gebaut, an denen vier bis fünf Viehwagen beladen werden konnten.
Hinter dem Bahnhof Hennstedt wurde die Straße von Albersdorf nach Friedrichstadt gekreuzt und die Strecke verlief durch das Hollingstedter Südergehölz und erreichte dicht an der Hollingstedter Windmühle vorbei
Hollingstedt
einen Ort mit 1925 361 Einwohnern mit einem kleinen Agenturgebäude und angrenzendem Güterschuppen an zwei Gleisen mit einer Ladestraße im Norden des Ortes. In den Gebäuden befindet sich nun ein Kinderheim (Stand 2015).
Nach kurzer Fahrt ostwärts wandte sich die Strecke in
Delve
ein Ort, der 1925 608 Einwohner hatte. Hier existierte ein stattliches Empfangsgebäude aus rotem Klinker. Der Bahnhof besaß zwei Gleise, eine Ladestraße, einen kleinen Güterschuppen und ein Abort. Da der Hafen von Delve nach seiner Blüte zum Ende des 19. Jahrhunderts kaum noch Bedeutung hatte, wurde kein Hafenanschluss errichtet.
Südlich des Bahnhofs kreuzen die Straßen nach Hennstedt und wenige 100 m weiter nach Pahlen, bevor der Haltepunkt
Schwienhusen
erreicht wurde, der den Ort mit 1925 157 Einwohnern anschloss, von dem die Eiderfähre Bargen erreicht werden konnte. Hier existierte eine Bohlenplattform als Bahnsteig, jedoch kein Gebäude.
Nach kurzer Fahrt durch die Marsch der Eiderniederung wurde
Wallen
erreicht, zu dem eine Siedlung mit 1925 62 Einwohnern gehörte, die oberhalb des damaligen beachtlichen Bahnhofsgebäude lag.
Nach einer Fahrt auf einem Damm durch das Wallener Moor erreichte der Zug
Pahlhude,

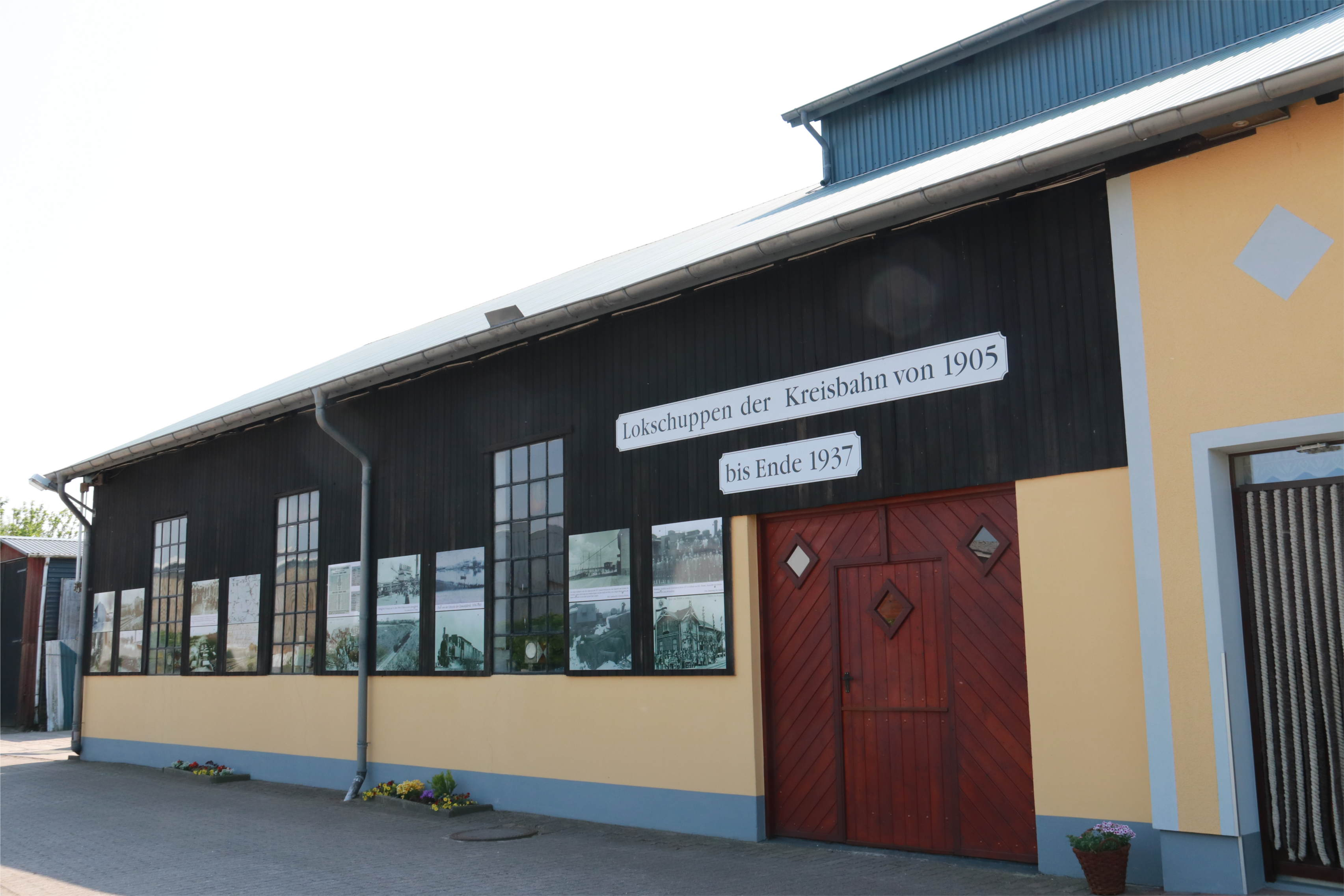
Lokschuppen der Kreisbahn in Pahlhude (2018)

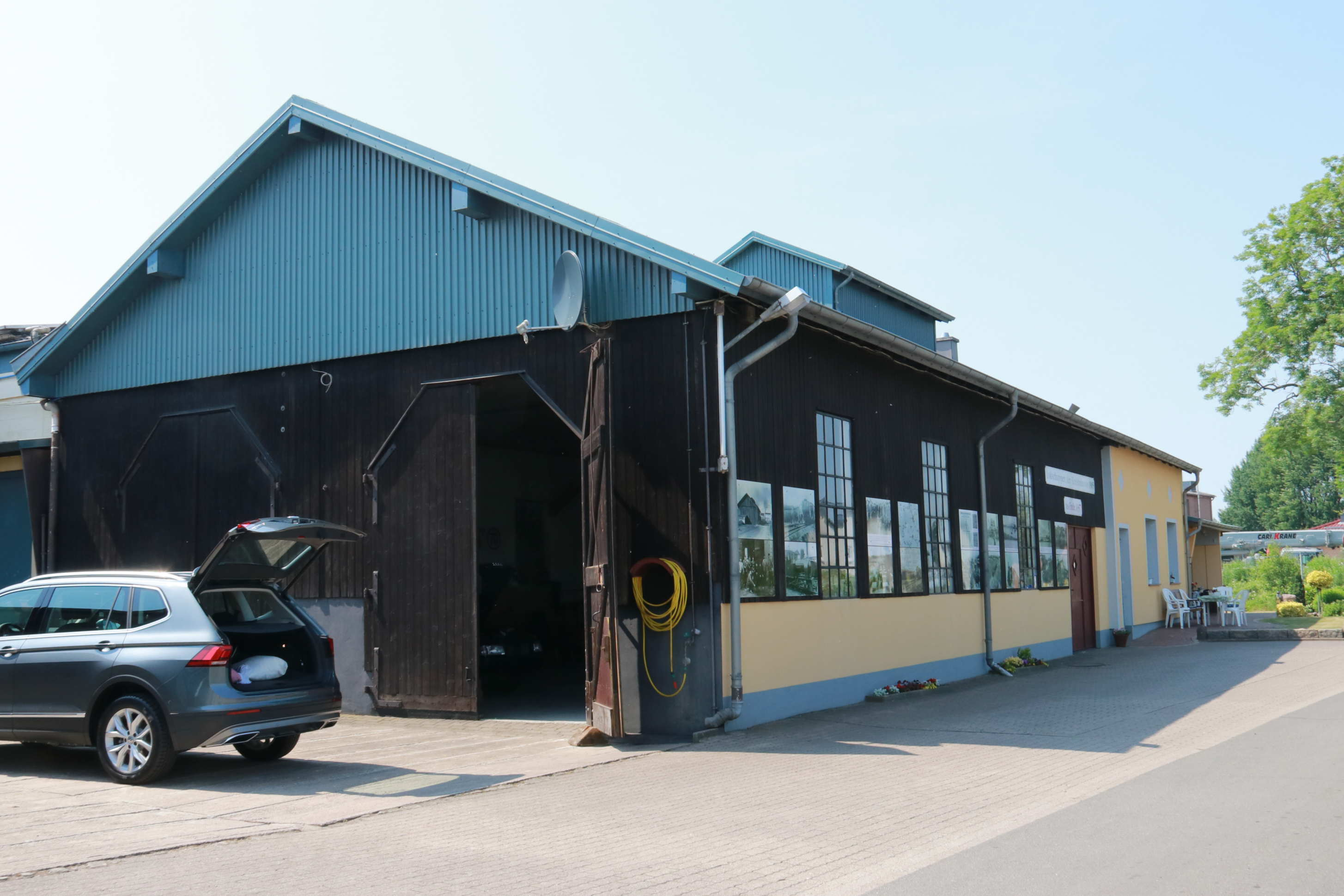
Lokschuppen der Kreisbahn in Pahlhude (2018)

das 1925 mit 960 Einwohnern den zweiten Endbahnhof der Kreisbahn beherbergte. Der Bahnhof war mit einem zweiständigen Lokschuppen mit Übernachtungsmöglichkeiten für Zugpersonale in einem weiß gekalkten, klinkerverzierten Anbau, der am Bahnsteig anstelle eines Empfangsgebäudes lag, ausgestattet. Neben dem Lokschuppen stand ein Wasserturm. Wasser konnte an Zapfstellen im Schuppen gezapft werden. 1913 war dazu ein Agenturgebäude, ein Wasserturm, ein Stallgebäude, eine Gleiswaage und ein Abort ergänzt worden. Hier führte ein Gleis in den Hafen und endete neben dem Schuppen des Deichschutzverbandes, der Faschinen, Sandsäcke und weiteres Material für Notfälle bei Eiderüberschwemmungen bereithielt. In Gegenrichtung zweigten drei Hafenladegleise ab. Ein Gleis endete an der Rampe des Güterschuppens am Eiderkai, wo zwischen Bahn und Schiff umgeladen wurde. Manchmal war hier das Ladeaufkommen so stark, dass die Gleisbaukolonne der Kleinbahn aushelfen musste. Zwei Gleise führten über die Straße zur Portland Zement AG, von denen eines an der Verladerampe der Firma endete und das andere auf einen Verladekai des Betriebes an der Eider führte. Die Zementfabrik besaß eine pferdebetriebene Feldbahn mit 500 mm Spurweite. Als 1927 die Zementfabrik geschlossen wurde, wurden ihre Zufahrtsgleise zu Freiladegleisen und die in das Fabrikgelände führenden Teile rückgebaut. Am 1. Juli 1927 pachtete der Kreis den Hafen und gestaltete den Bahnhof als Zufahrt zum kreiseigenen Speichergebäude um. Nachdem der Hafen Pahlhude schon an Bedeutung verloren hatte, gewann er für den Getreideumschlag zwischen Eiderschiffen und Kleinbahn noch einmal eine bescheidene Bedeutung. Schlugen 1928/29 noch 134 Schiffe 7350 t Getreide um, so wurden es 1929/30 bei 201 Schiffen 11.380 t. Schon 1930/31 kamen bei 184 Schiffen nur 8250 t, 1931/32 bei 173 Schiffsabfertigungen noch 6980 t in der Bilanz zusammen.
Da der Bahnhof Pahlhude den Bahnsteig nach Ankunft eines Zuges bis zur Ankunft eines Zuges von der jeweils anderen Strecke räumen musste, waren Ankünfte aus Gegenrichtung erst nach 15 Minuten Pause möglich.

### Südast Pahlhude–Heide
Aus Pahlhude verließ die Südstrecke südwärts durch die Eidermarsch auf einem zwei Meter hohen Damm durch die Reetlandschaft der sogenannten Klumpenkuhle und erreichte
Dörpling
1925 wohnten hier 476 Einwohner. Der Bahnhof besaß ein etwas abseits gelegenes Agenturgebäude. Ein gelb/grau geklinkerter Güterschuppen und eine Viehverladerampe bildeten die Bahnhofsanlagen. Auf den Bahnhof folgte ein Einschnitt durch den Buddelberg und ein Damm durch das Dellstedter Moor, das damals noch in seiner ursprünglichen natürlichen Form bestand. Hier befanden sich die letzten Balzplätze der Auerhühner in Schleswig-Holstein.
Dellstedt
1925 hatte der Ort 740 Einwohner. Hier schloss sich eine Torfstreufabrik an das Kleinbahnnetz an; über ihre sechs Kilometer lange Feldbahn in 600-mm-Spur wurden Torfprodukte zum Verladegleis der Kleinbahn angefahren. Es lag auf dem Gelände des Bahnhofs und wurde in der Bilanz als Anschlussgleis ausgewiesen. Mit einem handbedienten Portalkran wurden Torfballen umgeladen. Eigene Gebäude besaß die Kleinbahn hier nicht. Der Gasthof Dithmarscher Hof übernahm das Agenturgeschäft.
Nach Überqueren der Straße von Heide nach Rendsburg wandte sich die Strecke in einer engen Kurve nach Westen, um am Geestrand nach Heide zu führen.
Wrohm
war 1925 eine Gemeinde mit 648 Einwohnern. Der Gasthof Kaiser fungierte als Agentur.
Schelrade
(1925 192 Einwohner) und
Wellerhoop
(1925 53 Einwohner) gehörten zu Ortschaften weitab der Bahnstrecke. Erst
Tellingstedt,

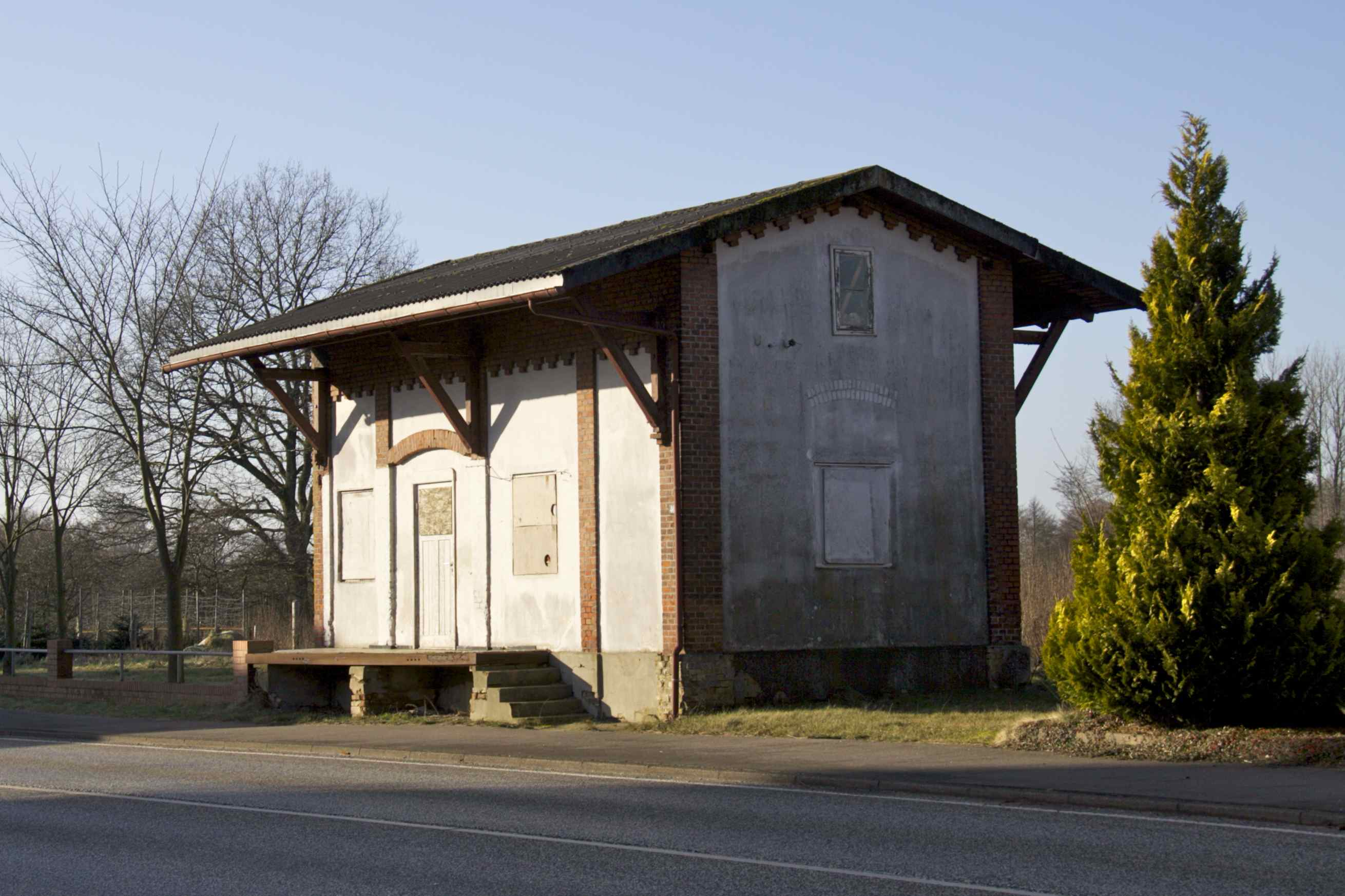
Der Güterschuppen in Tellingstedt ist 2014 noch vorhanden

das 1925 1443 Einwohner hatte, besaß den wichtigsten Bahnhof der Südstrecke, wo mehrere Gebäude und ein weiß gekalktes Agenturgebäude neben mehreren Gleisen eine ansehnliche Bahnhofsanlage ausmachten. Hier machte die Viehverladerampe die gleichen Probleme wie in Hennstedt, die mit einem beidseitig angeschlossenen Gleis am Rampenneubau ausgeräumt wurden.
Die Strecke begleitete die Chaussee nach Heide auf deren Nordseite, kreuzte sie wenige hundert Meter vor
Welmbüttel,
das 1925 234 Einwohner angab. Welmbüttel liegt inmitten der sogenannten Kreistannen, dem Mischwald Norderwohld und den Heidbergen, die den Mittelpunkt eines von Ausflüglern stark frequentierten Ausflugsziels ausmachen und dem Halt besonders vor dem Ersten Weltkrieg einige Bedeutung verschafften, die durch Privatinitiative durch Fischteiche und Fischzucht aufgewertet wurden. In der Nähe liegt der Rügenbarg, wo um die höchste Erhebung in Dithmarschen Spazierwege, Schießanlagen und Ruhebänke sowie Irrgarten und Aussichtspunkte die Dithmarscher Schweiz bilden. Dazu besaß der Bahnhof die bei der Kreisbahn mehrfach anzutreffende Ausstattung mit Empfangsgebäude, Güterschuppen und Abort.
Hinter Welmbüttel durchquerte die Strecke den Norderwohld. Die nächste Station in
Gaushorn
zu einem Ort mit 1925 226 Einwohnern besaß nördlich des Ortes einen Flachbau als Bahnhofsgebäude, in dem drei Bereiche für Güterboden, Wohnung des Bahnhofspächters und Funktionsräume für den Personenverkehr unterteilt war. Die Warteräume II. und III. Klasse waren durch Stellwände voneinander getrennt.
Nach dem Bahnhof verlief die Trasse in Seitenlage zur Chaussee bis
Bennewohld,
dessen namensgebende Siedlung 1925 45 Einwohner aufwies. Der Bahnhof lag gegenüber dem Gasthof Zur Hoffnung, der zur Bahnagentur wurde. Ein kleiner Güterschuppen war für das geringe Verladegeschäft ausreichend. Die Chaussee wandte sich nach einem Knick zum Ort. Die Bahn überquerte sie und strebte geradewegs nach
Süderholm,
das 1925 501 Einwohner hatte und einen roten Klinkerbau als Gebäude erhielt. Nach nochmaligen Kreuzen der Chaussee erreichte die Südstrecke auf dem Damm durch das Süderholmer Moor den Abstieg in die Marsch, die in Gegenrichtung mit einer Steigung von 1:60 den Lokmannschaften bei ungünstiger Witterung ihre höchste Leistung abverlangte. Der Fahrgast hatte von hier die Aussicht auf das Fahrziel Heide mit seinem 42 m hohen Wasserturm.